# ジェームズ・ゴメス
ジェームズ・ゴメス（James Gomez , 2001年11月14日 - ）は、ガンビア・ブリカマ出身のサッカー選手。デンマーク・スーペルリーガ・オーデンセBK所属。ポジションはDF。

## クラブ経歴
母国のリアル・デ・バンジュールFCでプロデビュー後、2020年1月にローン移籍の形でACホーセンスに加入。同年8月には更にローン契約が延長され、12月には完全移籍が決まり、2024年までの契約を締結。以降は最終ラインに定着した。
2023年7月19日、ACスパルタ・プラハと契約。しかし、新天地ではベンチスタートが多くなり、2023-24シーズン途中まで5試合の出場にとどまる、
2024年2月1日、オーデンセBKと2028年までの契約を締結。半年でデンマーク・スーペルリーガ復帰となった。

## 代表経歴
2021年6月にガンビア代表に初招集され、12日のコソボ戦で代表デビュー。アフリカネイションズカップには2021年、2023年大会に出場している。